# Glodu-Petcari
Glodu-Petcari – wieś w Rumunii, w okręgu Buzău, w gminie Chiliile. W 2011 roku liczyła 114 mieszkańców.